# Gabriela Andersen-Schiess
Pour les articles homonymes, voir Andersen et Schiess.
Gabriela Andersen-Schiess, née le 20 mai 1945 à Zurich, est une athlète suisse.

## Biographie
Vivant en Idaho comme professeur de ski, elle décide de participer à la première édition du marathon féminin lors des Jeux olympiques de 1984 à Los Angeles. Cette compétition, qui se déroule sous une forte chaleur, est remportée par Joan Benoit. Mais 20 minutes après l'arrivée de celle-ci, une athlète chancelante, Gabriela Andersen-Schiess, pénètre dans le stade olympique. Elle est déshydratée et victime d'un coup de chaleur après avoir manqué le cinquième et dernier ravitaillement d'eau. Son dernier tour de stade dure 5 minutes et 44 secondes. Elle est alors suivie pas à pas par les médecins qui la laissent atteindre en titubant la ligne d'arrivée qu'elle franchit avant de s'écrouler,. 
Critiqués pour leur attitude, les médecins ont ensuite expliqué que l'athlète était consciente de ce qu'elle faisait et qu'ils avaient décelé des traces de transpiration, ce qui leur indiquait que sa vie n'était pas en danger. Deux heures après son arrivée, elle est autorisée à quitter le stade par ses propres moyens.

## Palmarès

### Jeux olympiques d'été
- Jeux olympiques de 1984 à Los Angeles : 37e du marathon (sur 44 classées et 50 au départ) en 2 h 48 min 42 s

### Autres marathons
- Marathon de Sacramento 1983 : 2 h 33 min 25 s (son record personnel)